# Lysetjärnen, Värmland
Lysetjärnen är en sjö i Årjängs kommun i Värmland och ingår i Göta älvs huvudavrinningsområde. Sjöns area är 0,045 kvadratkilometer och den befinner sig 275 meter över havet.